# 라세 비렌
라세 아르투리 비렌(핀란드어: Lasse Artturi Virén, 1949년 7월 22일 ~ )은 핀란드의 장거리 육상 선수로, 1972년과 1976년 하계 올림픽에서 5000m와 10,000m 양 종목의 2연속 금메달리스트가 되었다. 1920년대에 핀란드 육상계에 명성을 날리던 파보 누르미와 빌레 리톨라 등에 이어 마지막 세대로 알려졌다.
뮈르스탈레에서 태어나 청소년 때부터 육상을 시작한 비렌은 19세 때에 학교를 그만두고, 장거리 육상을 달리면서 인내력을 강화하는 데 강조한 뉴질랜드인 코치 아서 리다어드의 제자 롤프 하이콜라의 아래에서 훈련을 받았다.
경찰에 입대한 후, 1972년 뮌헨 올림픽에서 2개의 금메달을 획득하는 동안에 10,000m에서 27분 38.4초의 세계 기록(이듬해 깨짐)을 세웠다. 그해에 5000m에서 13분 16.4초의 세계 기록(같은 해에 깨짐)을 세우기도 하였다.
4년 후, 몬트리올 올림픽에서도 2개의 종목 2연승을 하면서, 에밀 자토페크의 우승 기록을 동일하기 위하여 마라톤에도 나갔으나 5위에 그치고 말았다.
1980년 모스크바 올림픽에도 참가하였지만, 이전에 비하여 부진한 실력을 보이고 10,000m 5위를 하는 데 그쳤다.
후에 핀란드 국회에 들어가 국립 연합당의 의석(1999~2007, 2010~11)을 지냈다.